# Chu-Bra!!
Chu-Bra!! (яп. ちゅーぶら!! Тю: Бура!!) — манга, написанная и проиллюстрированная японским автором Юко Наката. Манга была впервые напечатана в журнале «Comic High!» 22 января 2007 года и опубликована издательством Futabasha. Аниме-адаптация в Японии транслируется с 4 января 2010 года. Аниме также показывалось на видео сервисе «Crunchyroll online video» в США, Австралии, Новой Зеландии и Великобритании.

## Сюжет
У каждой девочки-подростка есть увлечение. Есть оно и у 12-летней Наю Хаямы — это нижнее бельё, ведь её старший брат — знаменитый дизайнер. Отметая извращения, а лишь основываясь на маркетинге, первоклассница частной средней школы «Меридиан Сакуры» становится эдаким испытателем-энтузиастом. В это дело она втягивает и своих подруг. Следующий этап — вовлечение родственников и создание собственного клуба для несения в массы истины о нижнем белье, неотъемлемым атрибутом чего стали и наглядные агитации.

## Персонажи
Наю Хаяма — Главная героиня аниме сериала, которая является страстной обожательницой нижнего белья. Она имеет твёрдый интерес к нижнему белью. Она становится наглой, когда касается разговор или же она видит у кого-то из девочек бюстгалтер. Чтобы сообщить важность нижнего белья, она создаёт «Клуб нижнего белья».
Сэйю: Минори Тихара
Яко Дзингудзи — Девушка небольшого роста с жёстким характером. Она предпочитает быть иногда грубой и допускает неприличные вещи.
Сэйю: Минако Котобуки
Харука Сираиси — Пышногрудая девушка и лучший друг Яко. Она имеет проблему с окружающими людьми, так как считает, что неё большой размер груди, и из-за этого на неё всё больше смотрят. Имеет симпатию к Хироки.
Сэйю: Саюри Яхаги
Хироки Комати — Парень, который смущается при виде нижнего женского белья. Он имеет соперничество с Наю, проигрывая ей уже неоднократно. Имеет симпатию к ней.
Сэйю: Юудай Сато
Кёно Амахара — Девушка из богатой семьи, которая имеет больший опыт о белье, нежели Найю. И имеет наивный взгляд к Наю.
Сэйю: Ёко Хикаса
Тамаки Мидзуно — Школьная учительница Наю, которая становится наставником «Клуба нижнего белья». Она восхищается смелостью Найи. Она имеет симпатию к Кейго, старшему брату Найи, который учился с ней в школе.
Сэйю: Саяка Охара
Кэйго Хаяма — Старший брат Наю, присматривает за ней, так как её родители умерли. Он разработчик нижнего белья и часто тестирует на Найе свои самые последние продукты.
Сэйю: Такахиро Сакураи

## Список серий
| №  | Заглавие | Трансляция       |
| -- | --- | ---------------- |
| 01 | The Girl Who Wore Adult Panties («Девочка в трусиках для взрослых») «Otona Pantsu no Onna no Ko» (おとなパンツの女の子) | 4 января, 2010   |
| 02 | This Swelling Chest («Эта вздымающаяся грудь») «Kono Mune no Fukurami wo» (この胸のふくらみを)                          | 11 января, 2010  |
| 03 | A Windy Day («Ветреный денёк») «Kazu no Tsuyoi Hi» (風の強い日)                                                         | 18 января, 2010  |
| 04 | Each Has Their Own Shapes («Наши формы») «Sorezore no Katachi» (それぞれのカタチ)                                       | 25 января, 2010  |
| 05 | Between an Adult and a Kid («Между взрослым и ребёнком») «Otona to Kodomo no Aida de» (大人とコドモの間で)              | 1 февраля, 2010  |
| 06 | Radical Puberty («Буйная юность») «Kageki na Shishunki» (カゲキな思春期)                                                | 8 февраля, 2010  |
| 07 | Swaying Hearts of Men («Беспокойное мужское сердце») «Yureru Otoko Gokoro» (揺れるオトコ心)                             | 15 февраля, 2010 |
| 08 | An Underwear Overnighter! («В поездке самое важное — бельё») «Shitagi na Natsu Gasshuku!» (下着な夏合宿！)              | 22 февраля, 2010 |
| 09 | My Seventh Grade Summer Vacation! («Мои летние каникулы в седьмом классе») «Chūichi no Natsuyasumi» (中一の夏休み)      | 1 марта, 2010    |
| 10 | Throw Out that Chest! («Отбрось эту грудь») «Tsun to Mune wo Hatte» (ツンと胸を張って)                                  | 8 марта, 2010    |
| 11 | My Afternoon with Her («Наш с ней полдень») «Кanojo to Ita Gogo» (彼女といた午後)                                       | 15 марта, 2010   |
| 12 | Before Meeting You... («До нашей новой встречи») «Anata ni au made wa» (あなたに逢うまでは)                             | 22 марта, 2010   |